# The Seven Deadly Sins: Cursed by Light
The Seven Deadly Sins: Cursed by Light (jap. 劇場版 七つの大罪 光に呪われし者たち Gekijōban Nanatsu no taizai: Hikari ni norowareshi mono-tachi) – japoński film animowany z 2021 na podstawie mangi Seven Deadly Sins autorstwa Nakaby Suzukiego. Za reżyserię na podstawie scenariusza Rintarō Ikedy odpowiadał Takayuki Hamana, natomiast animację wykonało Studio Deen. Premiera w japońskich kinach odbyła się 2 lipca 2021, a 1 października tego samego roku film został udostępniony globalnie w serwisie Netflix.

## Fabuła
Minęło sześć miesięcy, odkąd Siedem Grzechów Głównych zostało rozwiązanych po pokonaniu króla demonów i Cath Paluga, a zwycięstwo to zostało okupione życiem ich towarzysza Escanora. Po opuszczeniu Liones wraz z Elizabeth, aby odwiedzić miejsca, w których żyła w swoich poprzednich wcieleniach przed ich koronacją, Meliodas spotyka swojego młodszego brata Zeldrisa i jego ukochaną Geldę, którzy również byli w podróży przed powrotem do królestwa demonów. Bracia spotykają następnie śmiertelnie rannego demona, który ujawnia, że królestwo demonów zostało przejęte przez wróżkę i olbrzyma. Sprawcami okazują się zaginiony drugi król wróżek, Dahlia, oraz mistrz rzemiosła olbrzymów, Dubs, którzy pokonują braci, a następnie pojmują Meliodasa i Elizabeth.
Tymczasem King i Diane biorą ślub w lesie króla wróżek, w obecności Bana i Gowthera, podczas gdy król Bartra organizuje w Liones ceremonię na cześć powrotu Meliodasa i Elizabeth. Jednak oba wydarzenia zostają zaatakowane przez armię wróżek i olbrzymów, którzy pragną ukarać Siedem Grzechów Głównych i ich sojuszników za zrujnowanie świętej wojny. Grzechom udaje się pokonać armię, odbierając im broń wykutą przez Dubsa, która utrzymywała zaklęcie Dahlii na ich umysłach. Tymczasem w królestwie demonów Zeldris przekonuje swoich pobratymców, by pomogli mu uwolnić Meliodasa i Elizabeth. Bracia zamieniają się przeciwnikami, aby pokonać Dahlię i Dubsa, jednak okazuje się, że obaj byli pod wpływem jeszcze potężniejszego zaklęcia.
Tymczasem w Liones Mael przybywa, by ostrzec wszystkich przed atakiem wskrzeszonej bogini rasy, działającej na bezpośredni rozkaz najwyższej bogini. Obserwując działania Grzechów poprzez oczy Elizabeth, najwyższa bogini chwali ich za pokonanie króla demonów, jednak zamierza zniszczyć ich za zakończenie świętej wojny wszelkimi możliwymi sposobami. Najwyższa bogini z łatwością pokonuje grupę, zanim na miejsce przybywają Meliodas i Zeldris, a Elizabeth próbuje przekonać swoją matkę do odejścia. Jednak najwyższa bogini wprawia wszystkich w konsternację, wyjaśniając, że konflikt między klanami demonów i bogini jest niezbędny do utrzymania równowagi świata. Meliodas ujawnia, że jego czas jako naczynie dla króla demonów pozwolił mu zobaczyć wspomnienia ojca, z których wynika, że obie boskie istoty zostały stworzone, by walczyć ze sobą, traktując świętą wojnę jedynie jako zabawną grę. Najwyższa bogini odrzuca jego słowa, twierdząc, że istota niższa nie ma prawa kwestionować woli boga, i zamierza rozpocząć nową świętą wojnę. Jednak zostaje ostatecznie zniszczona przez Meliodasa i Zeldrisa, mimo że ostrzega ich, iż jej śmierć sprowadzi erę chaosu. Po ślubie i koronacji Meliodasa i Elizabeth, na której obecni są między innymi Hawk i Wild, Meliodas wznosi toast z Zeldrisem. Ten pozwala mu swobodnie przychodzić i odchodzić z królestwa demonów, ostatecznie odbudowując ich braterską więź.
Tymczasem, po wymordowaniu frakcji Dalhii i kontrolowanych umysłowo sług Dubsa, podczas odbudowy swojego królestwa, Arthur zostaje odwiedzony przez Merlin. Informuje go ona o śmierci najwyższej bogini i oznajmia, że może rozpocząć się era ludzi i chaosu.

## Obsada
| Postać           | Japoński dubbing | Polski dubbing         |
| ---------------- | ---------------- | ---------------------- |
| Meliodas         | Yūki Kaji        | Krzysztof Szczerbiński |
| Elizabeth Liones | Sora Amamiya     | Bożena Furczyk         |
| Hawk             | Misaki Kuno      | Brygida Turowska       |
| Diane            | Aoi Yūki         | Marta Kurzak           |
| Ban              | Tatsuhisa Suzuki | Jakub Szydłowski       |
| King             | Jun Fukuyama     | Michał Podsiadło       |
| Gowther          | Yuhei Takagi     | Karol Jankiewicz       |
| Merlin           | Maaya Sakamoto   | Małgorzata Lalowska    |
| Escanor          | Tomokazu Sugita  | Waldemar Barwiński     |

## Produkcja i wydanie
Za produkcję odpowiadało Studio Deen, reżyserem został Takayuki Hamana, scenariusz napisał Rintarō Ikeda, natomiast muzykę skomponowali Kōta Yamamoto i Hiroyuki Sawano. Piosenką przewodnią filmu jest „Sono saki no hikari e” w wykonaniu Akihito Okano. Premiera w japońskich kinach odbyła się 2 lipca 2021, a 8 października tego samego roku produkcja została udostępniona globalnie na platformie Netflix.